# Lista de membros da Royal Society eleitos em 1998
Esta é uma lista de Membros da Royal Society eleitos em 1998.

## Fellows
1. Brian Stewart Worthington (m. 2007)[2]
2. Colin Atkinson
3. David Barker
4. Jean Duthie Beggs
5. Harshad Bhadeshia
6. David Keith Bowen[3]
7. Roger Cashmore
8. Andrew Casson
9. Thomas Cavalier-Smith
10. David William Clarke[4]
11. Enrico Coen[5]
12. Stephen Cook
13. Sir Peter Crane
14. Richard Denton
15. Raymond Dwek
16. Charles Ellington
17. Richard Bailey Flavell
18. Ken Freeman
19. Brian Greenwood
20. John Philip Grime
21. David Hanna
22. Geoffrey Hinton
23. George Steven Martin[6]
24. Raghunath Anant Mashelkar
25. Yoshio Masui
26. Ronald Charles Newman[7]
27. Mark Pepys
28. Trevor Charles Platt[8]
29. Raymond Alan Plumb[9]
30. Richard John Puddephatt
31. Philip Ruffles
32. Anthony Segal[10]
33. Ashoke Sen
34. Jonathan Sprent
35. James Staunton[11]
36. Sir John Michael Taylor[12]
37. Robert Kemeys Thomas
38. Cheryll Tickle
39. S. R. Srinivasa Varadhan
40. Bernard Wood

## Foreign Members of the Royal Society (ForMemRS)
1. John Edward Casida
2. Elias James Corey
3. Walter Kohn
4. Oliver Smithies[13]
5. Rolf Zinkernagel